# Kairos citadell

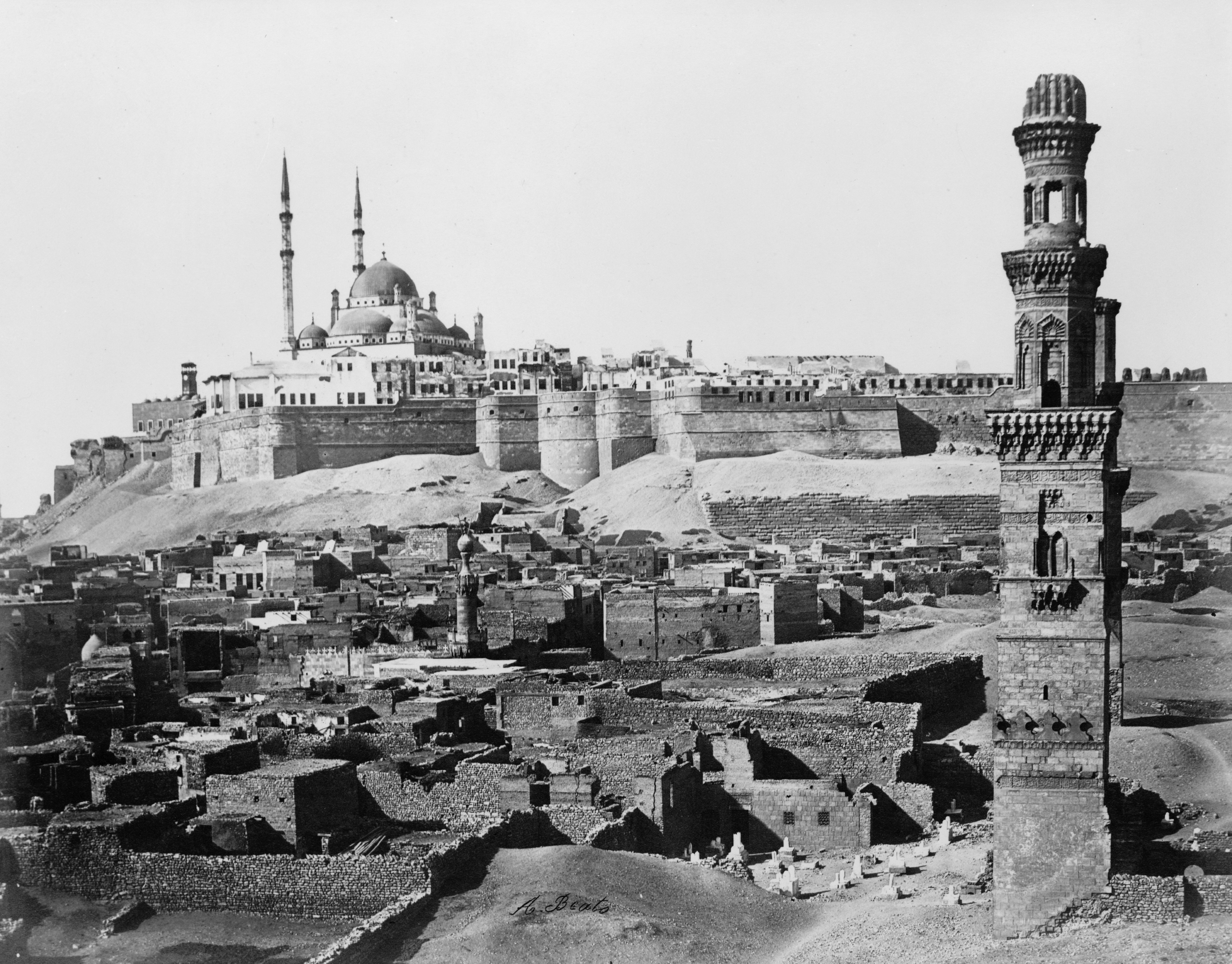
Kairos citadell under 19:e århundradet

Karta över Kairos citadell.

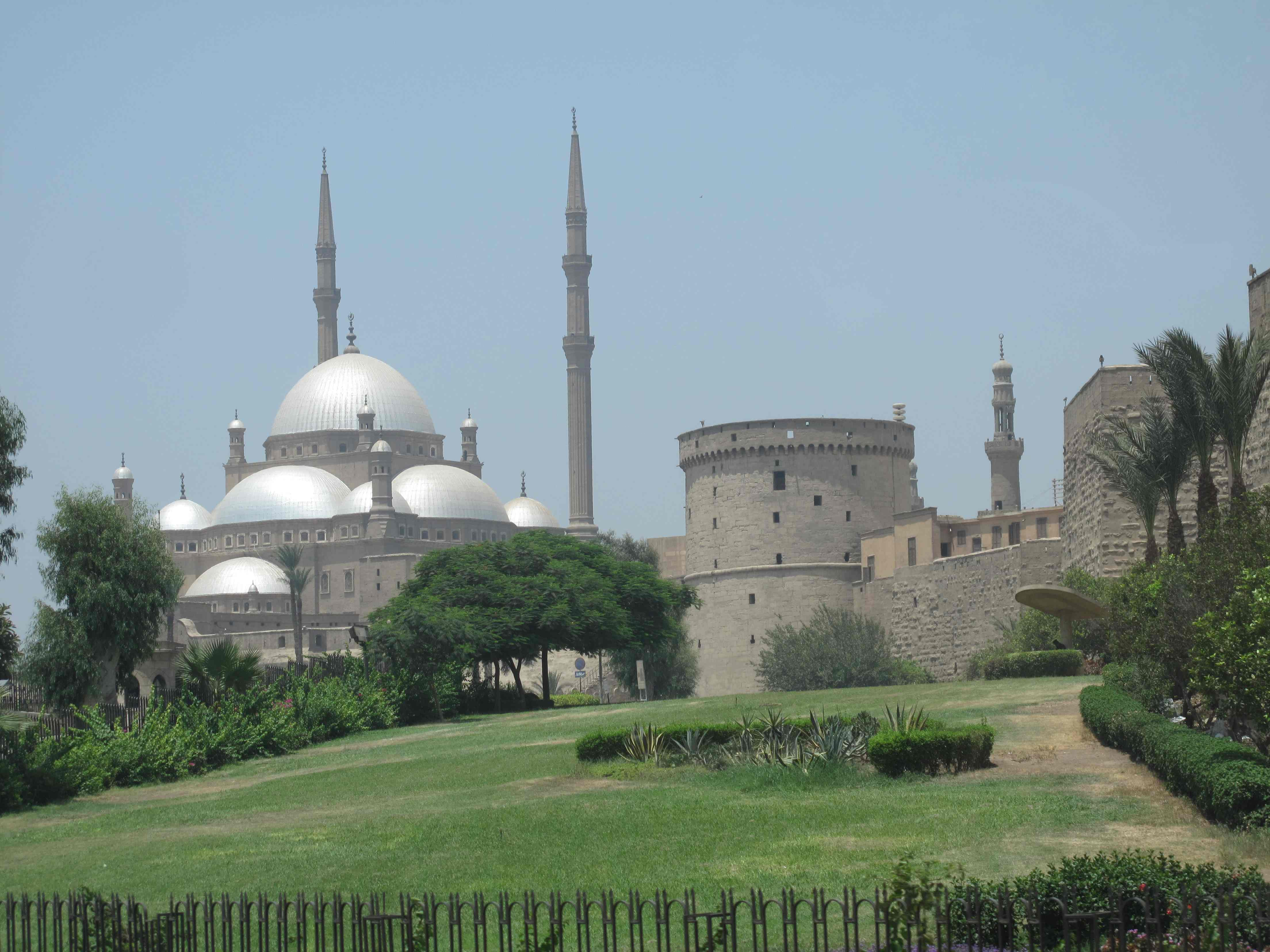
Vy över citadellet och Muhammed Ali-moskén

Kairos citadell (arabiska: قلعة صلاح الدين) är ett medeltida islamskt fort (citadell) i Kairo, Egypten. Citadellet ligger vid Mokattamberget i östra delen av centrala Kairo, ett område som är välkänt för sina friska svalkande vindar och för sin storslagna utsikt över stadens centrum. 
Citadellet var bostad för Egyptens härskare från 1200-talet fram till uppförandet av Abdeenpalatset under 1800-talet. 
Det är numera en skyddad historisk plats och turistmål med moské och flera museer. Under vissa perioder arrangeras det bland annat utomhuskonserter inom området. 

## Historia
Citadellet byggdes av ayyubidernas härskare Saladin (Salah al-Din) mellan 1176 och 1183, för att skydda platsen mot  korstågen. Några år efter att ha besegrat fatimiderna lät Saladin påbörja byggandet av en mur runt de två städerna Kairo och Fustat. Trots att citadellet färdigställdes 1183−1184 pågick byggandet av muren fortfarande 1238, långt efter Saladins död.
Citadellet benämns ibland Muhammed Alis citadell (arabiska:  قلعة محمد علي) på grund av Muhammed Ali-moskén som byggdes mellan 1828 och 1848 och utgör en dominerande högsta punkt av citadellet.

## Museer
Citadellområdet innehåller dessutom ett antal museer: 
- Al-Gawhara palatsmuseum
- Vagnmuseum
- Nationella militärmuseet
- Polismuseum.

## Bildgalleri

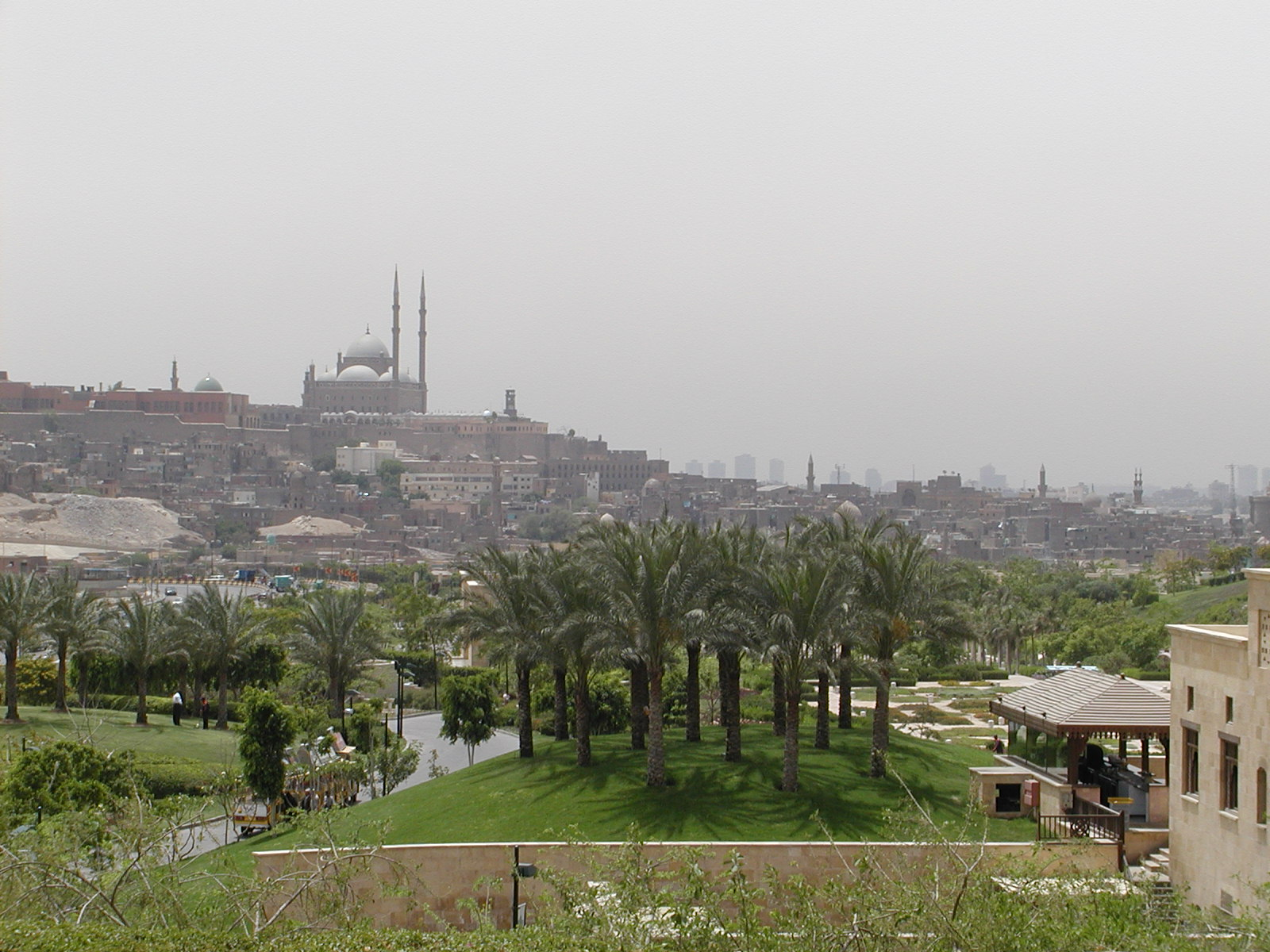
Kairos citadell.
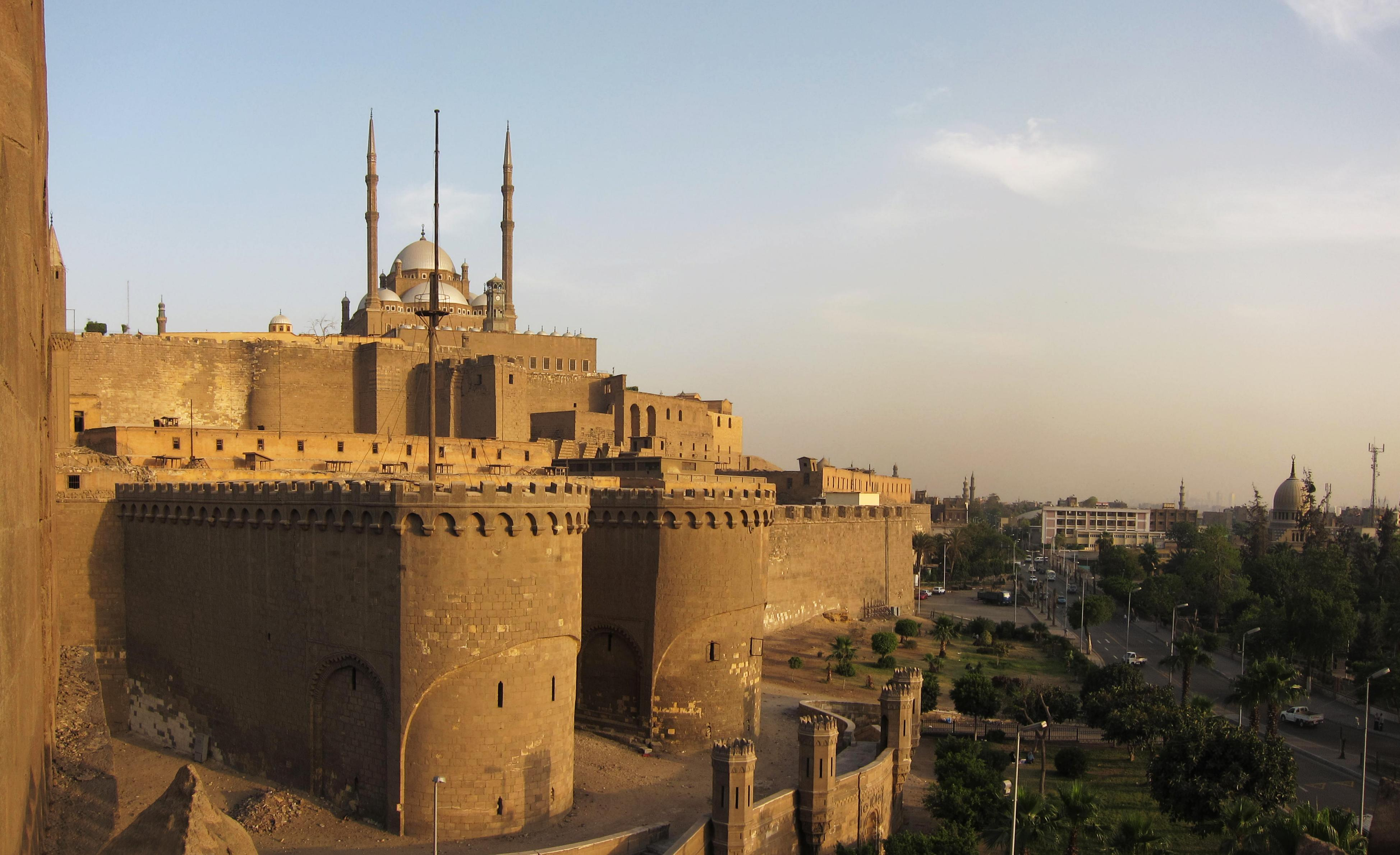
Kairos citadell 2010.
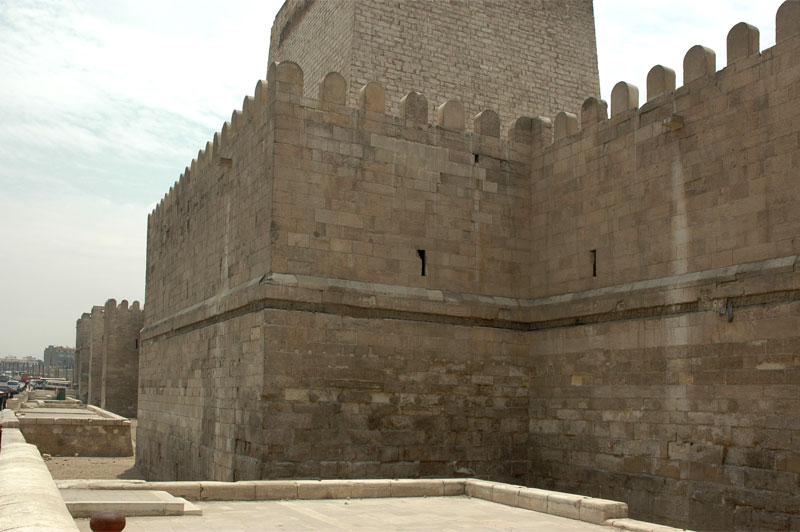
Citadellets murar
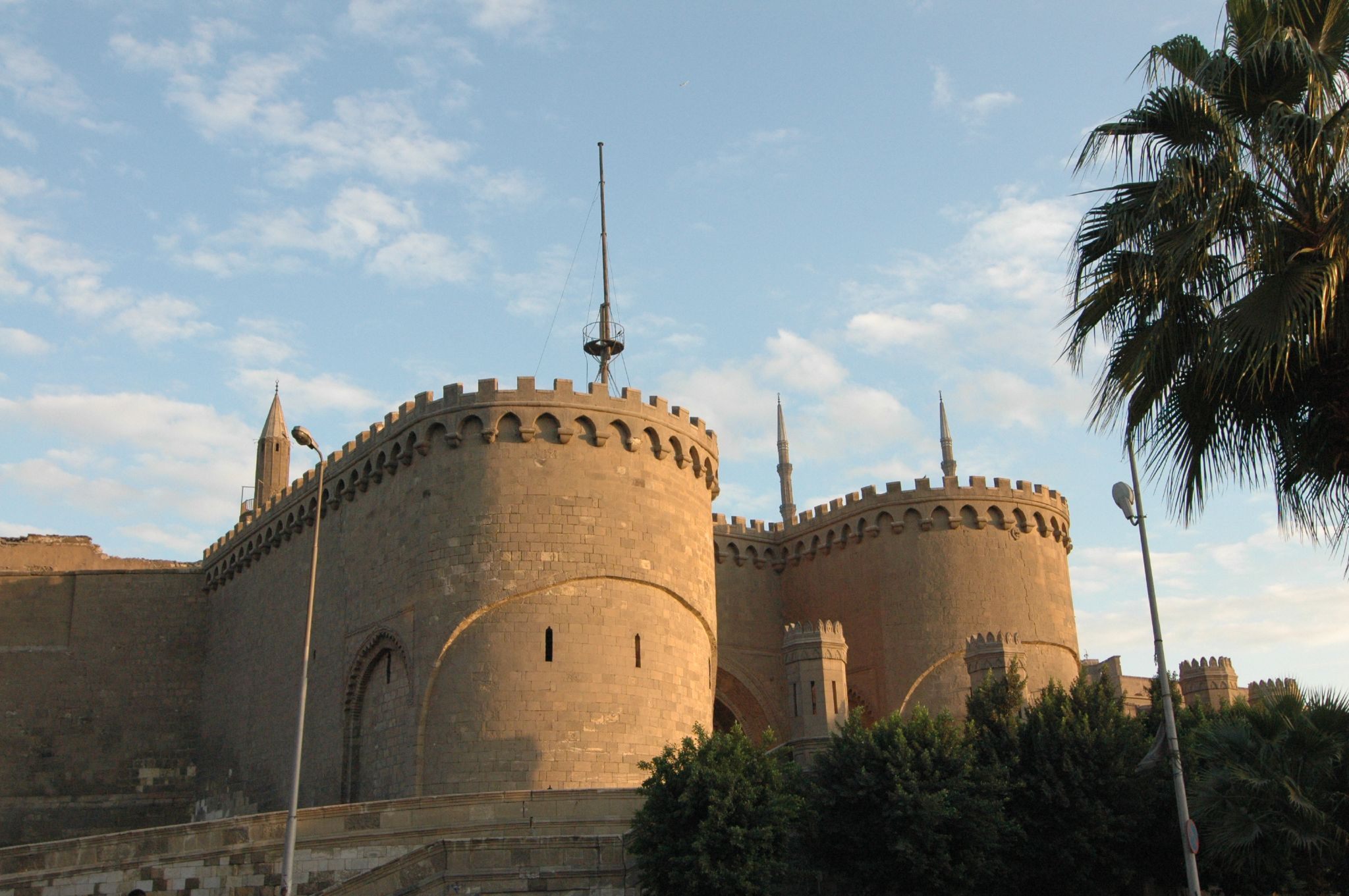
Del av Citadellets innandöme.
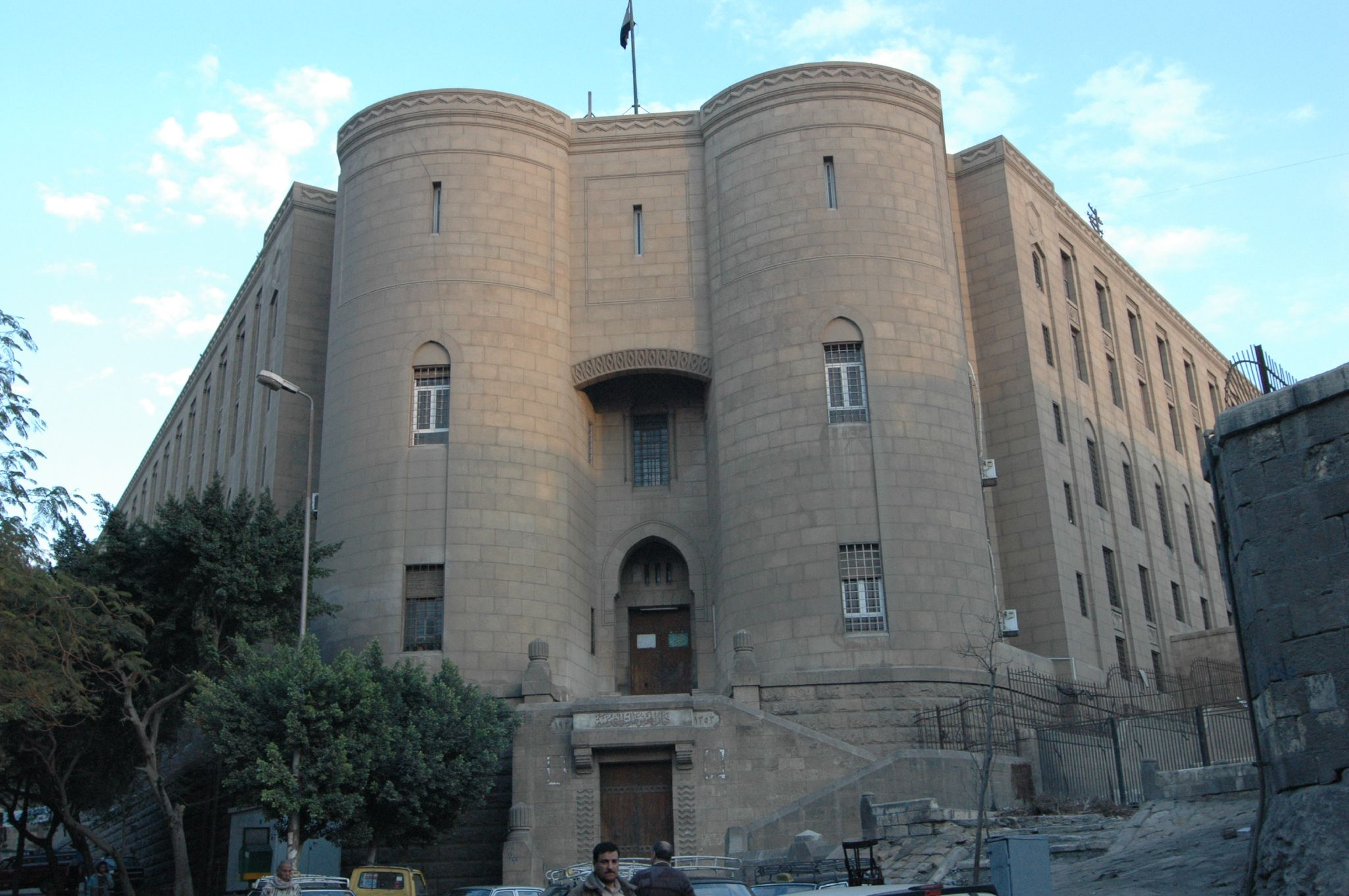
Citadellets innandöme.